# Microregione di Rondonópolis
Rondonópolis è una microregione dello Stato del Mato Grosso appartenente alla mesoregione di Sudeste Mato-Grossense.

## Comuni
Comprende 8 comuni:
- Dom Aquino
- Itiquira
- Jaciara
- Juscimeira
- Pedra Preta
- Rondonópolis
- São José do Povo
- São Pedro da Cipa